# Luigi Calonghi
Luigi Calonghi SDB (* 3. August 1921 in San Bassano, Provinz Cremona, Italien; † 4. Dezember 2005 in Turin) war ein römisch-katholischer Ordenspriester, Theologe und Pädagoge.

## Leben
Luigi Calonghi, Sohn einer Bauernfamilie, trat am 31. August 1937 in das Noviziat der Salesianer Don Boscos in Montodine ein. Er studierte Philosophie an der Päpstlichen Universität der Salesianer in Turin. Am 16. August 1944 legte er Profess ab. 1946 wurde er in Philosophie promoviert. Am 3. Juli 1949 empfing er die Priesterweihe. Nach Tätigkeiten als Seelsorger und Erzieher studierte er für kurze Zeit Kirchengeschichte an der Päpstlichen Universität Gregoriana in Rom, darauf Pädagogik und pädagogische Psychologie an der belgischen Katholischen Universität Löwen, unter anderem bei Raymond Buyse, dem Vater der experimentellen Pädagogik in Europa. 1951/52 war er Assistent an der Päpstlichen Universität der Salesianer. 1953 wurde er Assistenzprofessor; von 1953 bis 1957 war er außerordentlicher Professor für Pädagogik und pädagogische Psychologie, ab 1957 ordentlicher Professor an der Hochschule der Salesianer in Turin. Von 1966 bis 1968 war Dekan der Fakultät für Pädagogik (heute Fakultät für Bildungswissenschaften). Im Zeitraum von 1968 bis 1971 war er Rektor der Päpstlichen Salesianer-Universität, die mittlerweile nach Rom gezogen war. 1980 wechselte er auf den Lehrstuhl für Pädagogik an die Universität Salerno. 1982 wurde er erster Inhaber des Lehrstuhls für Bildung an der Università degli Studi Roma Tre. 1995 wurde er emeritiert und lehrte seitdem an der Päpstlichen Salesianer-Universität in Rom.
Luigi Calonghi verfasste über fünfzig Bücher und über 170 Artikel. Für Lehrer in italienischen Schulen bereitete er Handbücher und Lehrmittel vor. Er wurde unter anderem mit der Ehrenmedaille der Universität Rom ausgezeichnet.